# Петричи
Петричи је насеље у Италији у округу Гросето, региону Тоскана.
Према процени из 2011. у насељу је живело 168 становника. Насеље се налази на надморској висини од 743 м.